# 加利福尼亞州公平委員會
| 第一區 | 第二區 |
| 第三區 | 第四區 |

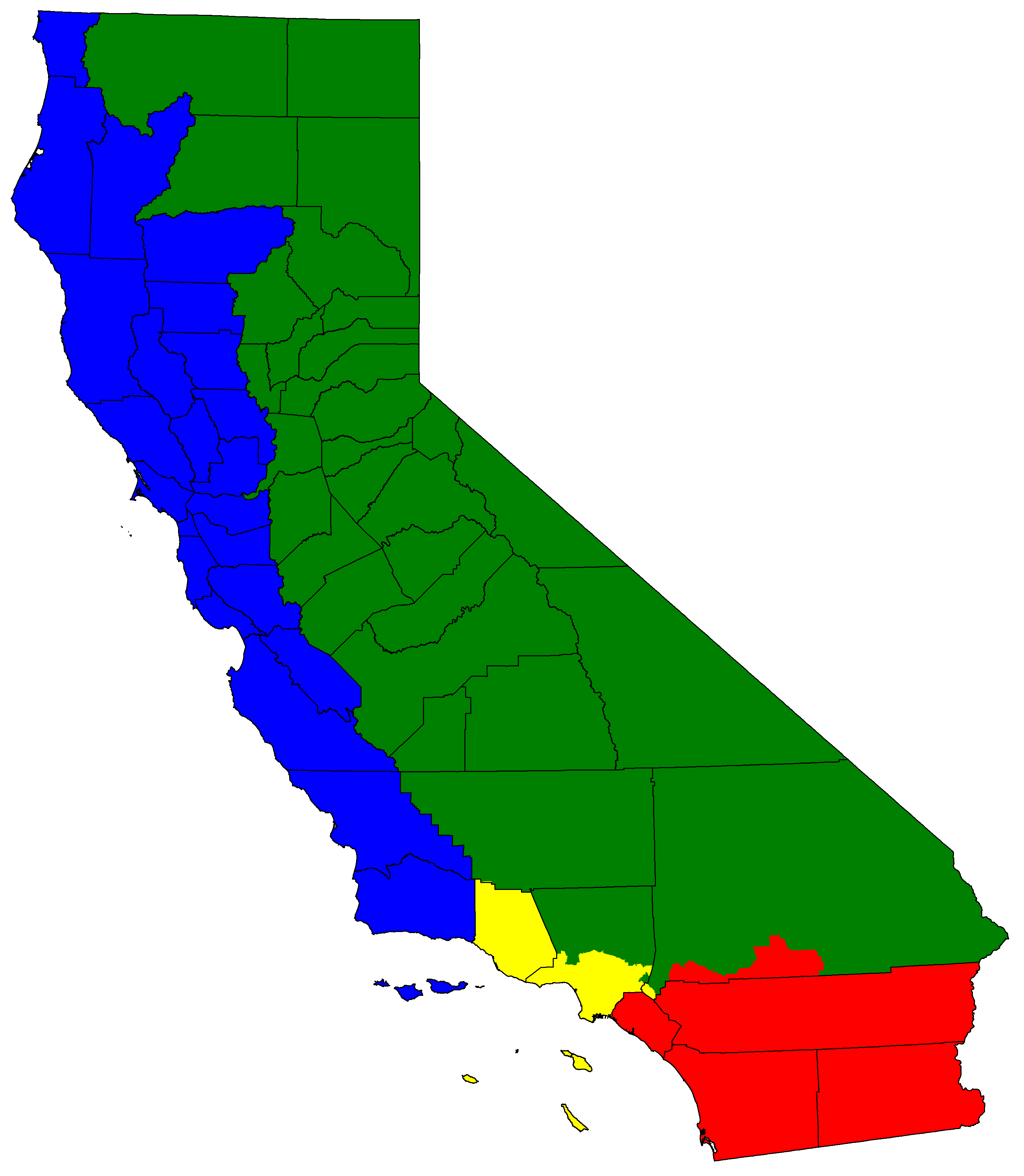
稅賦區圖 (2015年1月1日起)

加利福尼亞州公平委員會（英語：California State Board of Equalization，縮寫BOE），常简称為加州平税局，是美国加利福尼亚州一個專門監督稅賦的政府機構。公平委員會有權管理州銷售稅、地產稅和特別稅，以及作為所得稅和專屬權稅的上訴機構（所得稅和專屬權稅是由專屬權稅委員會所徵收）。BOE是全美唯一的民選稅務機關。
公平委員會由四名民選公平委員和州審計長所組成。四名公平委員各代表加州四個稅賦區之一，任期為四年而且可以連選連任一次。值得一提的是，全美首位華裔女性聯邦眾議員赵美心即曾任公平委員會委員（第四區選出）。此外，平稅局曾於2007年至2009年間創下五位委員中有四位亞裔的紀錄：州審計長華裔江俊輝、第一區華裔余淑婷、第三區韓裔朴銀珠、和第四區華裔趙美心。

## 外部連結
http://www.boe.ca.gov（页面存档备份，存于） 官方網站(英文)